# دونال گیبسون
دونال گیبسون (انگلیسی: Donal Gibson؛ زادهٔ ۱۳ فوریهٔ ۱۹۵۸) یک هنرپیشه اهل ایالات متحده آمریکا است.
از فیلم‌ها یا برنامه‌های تلویزیونی که وی در آن نقش داشته است می‌توان به شجاع‌دل، معشوق جاودان اشاره کرد.